# Санта Доменика (Ређо ди Калабрија)
Санта Доменика је насеље у Италији у округу Ређо ди Калабрија, региону Калабрија.
Према процени из 2011. у насељу је живело 27 становника. Насеље се налази на надморској висини од 274 м.